# Saint-Cyr-la-Campagne

Saint-Cyr-la-Campagne este o comună în departamentul Eure, Franța. În 1 ianuarie 2022 avea o populație de 429 de locuitori.